# 大連有軌電車
大連有軌電車（だいれんゆうきでんしゃ、簡体字中国語: 大连有轨电车）は中華人民共和国遼寧省大連市にある路面電車である。大連公交客運集団によって運行されている。

## 概要
1909年9月25日に南満州鉄道運輸部電気作業所が全長2.45kmの試験線の運行を開始したのが始まりである。満鉄の完全子会社であった大連都市交通により運行され、1945年までに11路線が開通した。
1945年にはソ連赤軍により大連は接収され、1946年4月1日には大連市交通公司が発足した。1970年代には大部分の路面電車の撤去が行われ、2019年現在は201路、202路の2路線が残るのみとなっている。

### 関東州時代の路線

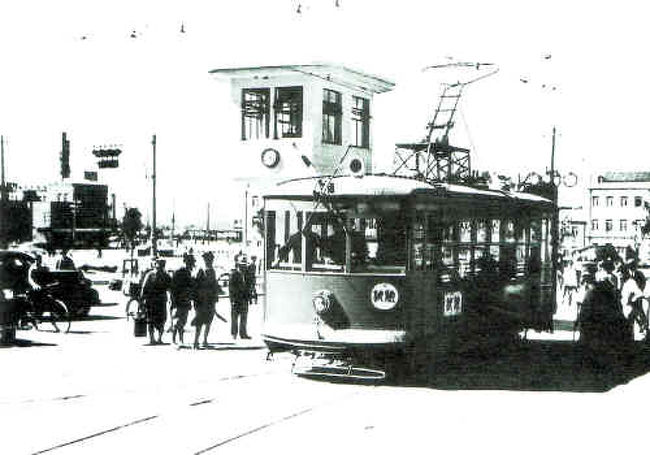
1909年に大連初の路面電車が試運転

- 関東州時代には以下の路線が運行されていた。

| 関東州時代 | 埠頭 - 電気遊園 - 沙河口神社 |
| 現在       | 大連港 - 青泥窪橋 - 興工街   |
| 備考       | 電気遊園は現在の中心裕景     |

| 関東州時代 | 沙河口神社 - 満鉄沙河口工場 |
| 現在       | 興工街 - 大連機車廠         |
| 備考       |                             |

| 関東州時代 | 大桟橋 - 朝日広場 - 大和町 - 播磨町              |
| 現在       | 港湾橋 - 五五路 - 南山路 - 延安路路口            |
| 備考       | 朝日広場は現在の三八広場、大和町は済南街路口附近 |

| 関東州時代 | 寺児溝 - 大広場/市役所 - 常盤橋                            |
| 現在       | 寺児溝 - 中山路 - 解放路路路口                             |
| 備考       | 大広場は現在の中山広場，市役所は現在の交通銀行大連分行行址 |

| 関東州時代 | ヤマトホテル - 播磨町          |
| 現在       | 中山広場 - 延安路 - 南山路路口 |
| 備考       | ヤマトホテルは現在の大連賓館   |

| 関東州時代 | 日本橋 - 露西亜町波止場              |
| 現在       | 勝利橋 - 上海路 - 北海街（貨物碼頭） |
| 備考       |                                      |

| 関東州時代 | 電気遊園 - 大正広場          |
| 現在       | 中心裕景 - 中山路 - 解放広場 |
| 備考       |                              |

| 関東州時代 | 常盤橋 - 薩摩温泉前 - 汐見橋                           |
| 現在       | 中山路（解放路路口） - 解放路 - 老虎灘                 |
| 備考       | 郊外路線として開業、薩摩温泉は中山医院付近に存在した。 |

| 関東州時代 | 沙河口神社 - 星ヶ浦公園正門 - 黒石礁             |
| 現在       | 西安路/興工街口 - 中山路 - 黒石礁                |
| 備考       | 郊外路線として開業、星ヶ浦公園は現在の星海公園。 |

## 路線

### 運営中
- 201路＜系統＞[1]：興工街 - 振工街 - 五一広場 - 大同街 - 北京街 - 市場街 - 東関街 - 大連火車站 - 勝利橋 - 民生街 - 民主広場 - 世紀街 - 三八広場 - 二七広場 - 寺児溝 - 春海街 - 華楽広場

(実態は上記の通りだが、名目上の201路＜系統＞は興工街から大連火車站を経て華楽広場 - 海昌欣城 - 金広東海岸 - 海之韻公園までを指す。興工街〜華楽広場間と華楽広場〜海之韻公園間は系統分離されておりそれぞれ201路の区間車と表示されている。ちなみに2018年現在、華楽広場〜海之韻公園間は無料で乗車できる。尚、2009年頃までは大連火車站で西行きと東行きの線路が繋がっておらず、201路＜系統＞の沙河口火車站〜興工街〜大連火車站と203路＜系統＞の大連火車站〜東海公園＜現・海之韻公園＞と別系統だった。その名残で現在は通し運転ながら運賃は大連火車站をまたぐと倍の2元になる。後に、大連火車站電停で線路が繋がるのと時を同じくして沙河口火車站〜興工街は廃止された。海之韻公園電停付近を除き、全線併用軌道。）
- 202路＜系統＞[2]：小平島前 - 河口 - 七賢嶺 - 中国華録 - 高新園区 - 万達広場 - 海事大学 - 弘基書香園 - 黒石礁 - 星海公園 - 医大二院 - 化物所 - 星海広場 - 会展中心 - 和平広場 - 功成街 - 解放広場 - 錦輝商城 - 興工街

（全線に渡り大連地下鉄1号線と並行しているが、乗降の簡便さ、料金の安さ、停留所の多さで乗客は多い。路面電車とは言えほとんどが専用軌道で、高架線も存在する。解放広場電停付近から興工街電停のみ併用軌道。興工街で201路と線路が繋がっているが直通運転は行われていない。）